# Diego Reinhold
Diego Miguel Reinhold (Buenos Aires, Argentina, 28 de febrero de 1973) es un actor, comediante y conductor de televisión argentino.

## Teatro
| Año       | Obra                                      | Director                                        | Rol |
| --------- | ----------------------------------------- | ----------------------------------------------- | --- |
| 1990-1991 | El Imaginario                             | Dir: Hugo Midon                                 | Protagonista |
| 1992      | Gipsy                                     | Dir: Víctor García Peralta                      | Bailarín junto a Mabel Manzotti, Ámbar La Fox, Eleonora Wexler, Sandra Guida                                                                                     |
| 1993      | Broadway 2                                | Dir: Peter Mc. Farland                          | Bailarín |
| 1993      | El Gato con Botas                         | Dir: Hugo Midon                                 | Actor elenco junto a Favio Posca |
| 1993      | Pierrock                                  | Dir: Daniel Zaballa                             | Actor Cantante Elenco |
| 1994      | Kuarahy                                   | Dir: Julio López, Julio Bocca, Eleonora Cassano | Bailarín de coro junto a Julio Bocca, Eleonora Cassano, Lito Vitale                                                                                              |
| 1994      | Jazz-Jazz                                 | Dir: Mariano Moruja                             | Actor Bailarín Elenco |
| 1994      | Gamuza                                    | Dir: María Victoria Menis                       | Actor Elenco junto a Alicia Zanca, Marcelo Iripino, Anahi Allue                                                                                                  |
| 1995-1996 | Locos ReCuerdos                           | Dir: Hugo Midon                                 | Actor Bailarín Elenco junto a Divina Gloria, Ana María Cores, Favio Posca, Carlos March                                                                          |
| 1995-1996 | De Frente March                           | Dir: Irene Ickowicz                             | Actor Bailarín Elenco junto a Carlos March |
| 1997      | Boquitas Pintadas                         | Dir: Óscar Araiz, Renata Schussheim             | Bailarín Actor Elenco |
| 1998      | Hotel Oasis                               | Dir: Hugo Midon                                 | Actor Cantante Elenco junto a Roberto Catarineu, Carlos March, Alejandra Radano, Omar Calicchio                                                                  |
| 1999-1999 | La Vuelta Manzana                         | Dir: Hugo Midon                                 | Protagonista |
| 2000      | Shakespiriando                            | Dir: Claudio Hochman                            | Actor Cantante Elenco junto a Florencia Peña, Sandra Ballesteros, Daniela Fernández, Noralih Gago, Gustavo Monje                                                 |
| 2000      | La Farolera                               | Dir: Virginia Lago                              | Actor elenco junto a Virginia Lago, Fabiana García Lago, Gabrial Rovito, César Bordón                                                                            |
| 2000      | Laberinto de Espejos (Fuddy Meers)        | Dir: Carlos Moreno                              | Elenco junto a Ernesto Claudio, Jorge Sassi, Andrea Frigerio |
| 2001-2003 | Huesito Caracu                            | Dir: Hugo Midon                                 | Corotagonista personaje: Cocorito |
| 2001-2002 | Umbral                                    | Dir: Fernando Piernas                           | Elenco junto a Beatriz Spelzini |
| 2002-2003 | Comico Stand Up                           | Show de Stand up                                | Comediante junto a Peto Menahem, Martín Rocco, Damian Dreizik, Gustavo Garzon, Mac Phantom                                                                       |
| 2003      | Jazz Swing Tap                            | Coreog: Elizabeth de Chapeaurouge               | Protagonista Cantante junto a Elena Roger y Sandra Guida |
| 2003-2005 | Mina, che cossa sei                       | Dir: Valeria Ambrosio                           | Cantante y Músico junto a Elena Roger |
| 2004      | Peter Pan, todos podemos volar            | Dir: Ariel del Mastro                           | Protagonista personaje: Peter Pan junto a Favio Posca, Bicho Gómez                                                                                               |
| 2004      | Festival del Humor, Medellín, Colombia    | Dir: César Betancur                             | Humorista |
| 2006      | Cómico Stand up 2                         | Show de Stand Up                                | Comediante junto a Sebastián Wainraich, Peto Menahem, Martín Rocco, Damian Dreizik, Gustavo Garzón, Florencia Peña, Javier Lombardo, Elena Roger                 |
| 2007      | Cómico Stand Up 3                         | Show de _Stand up                               | Comediante junto a Sebastián Wainraich, Peto Menahem, Martín Rocco                                                                                               |
| 2008      | Incomparable                              | Dir: Reina Reech                                | Humorista en revista junto a Miguel Ángel Cherutti, Carmen Barbieri                                                                                              |
| 2008      | La Troup Sin Fin                          | Dir: Hugo Midon                                 | Protagonista junto a Alejandra Radano, Omar Calicchio |
| 2009      | Deslumbrante                              | Dir: Reina Reech                                | Humorista en revista junto a Miguel Ángel Cherutti, Georgina Barbarossa                                                                                          |
| 2011      | Yo, una historia de amor                  | Dir: Enrique Federman                           | Unipersonal |
| 2011      | El Pasajero (Passing Strange)             | Dir: Ana Frenkel, Florencia Peña, María Onetto  | Protagonista junto a Javier Malosetti |
| 2012      | Stravaganza                               | Dir: Flavio Mendoza                             | Protagonista Capo Cómico |
| 2013      | Rococo, stand up                          | Show de Stand up                                | Comediante junto a Señorita Bimbo, Maju Lozano, María Carambula                                                                                                  |
| 2014-2015 | Bulebu, in concert                        | Dir: Diego Reinhold                             | Figura, actor, cantante, bailarín |
| 2016      | El Club de los Estafadores                | Dir: Daniel Casablanca                          | Protagonista junto a Georgina Barbarossa |
| 2016-2017 | Como el Culo (The Play that goes Wrong)   | Dir: Manuel González Gil                        | Protagonista elenco junto a Nicolás Scarpino, Daniel Araoz, Walter Quiroz, Marcelo de Bellis, Gonzalo Suárez, Fernanda Metilli, Julieta Vallina, Florencia Raggi |
| 2018      | Chorros (The Play about the Bank Robbery) | Dir: Msnuel González Gil                        | Protagonista elenco junto a Nicolás Scarpino, Fernanda Metilli, Marcelo de Bellis, Ana Acosta, Gonzalo Suárez, Marcelo Mazzarello                                |
| 2019      | Comedy Show                               | Dir: Daniel Casablanca                          | Unipersonal |
| 2019      | Festival del Humor, Bogotá, Colombia      |                                                 | Comediante Humorista |
| 2019      | Carcajada Salvaje                         | Dir: Corina Fiorillo                            | Protagonista reemplazo |
| 2019      | No a la Guita (Non a l'argent)            | Dir: Lia Jelin                                  | Protagonista elenco junto a Betiana Blum, Felipe Colombo, Paula Kohan, Julieta Cayetina                                                                          |

### Como director o coreógrafo
| Año  | Obra                    | Tipo de obra              | rol                            | notas |
| ---- | ----------------------- | ------------------------- | ------------------------------ | --- |
| 2001 | El Auto de Papá         | Infantil de Pipo Pescador | Coreógrafo                     | |
| 2003 | Teatro Chupete          | Infantil de Pipo Pescador | Director junto a Gastón Cerana | Recibió el Premio María Guerrero –Teatro Nacional Cervantes y Embajada de España– al “Mejor Espectáculo para niños 2003” y fue nominado para el Premio ACE 2003 –Asociación Críticos del espectáculo– en el rubro “Mejor Espectáculo Infantil”. |
| 2015 | Pucha                   | Show de stand up          | Director                       | Elenco: Pablo Fábregas, Diego Scott, Malena Guizburg, Fernando Sanjiao |
| 2017 | Entre Ella y Yo         | Comedia Dramática         | Director                       | Elenco: Sebastián Presta y Soledad García |
| 2018 | Mucho                   | Show de stand up          | Director                       | Elenco: Pablo Fábregas, Diego Scott, Malena Guizburg, Fernando Sanjiao |
| 2019 | Feliz Cumpleaños        | Microteatro               | Director                       | |
| 2019 | Alisado Brasileño       | Microteatro               | Director                       | |
| 2020 | Los Amantes de la Pizza | Microteatro               | Director                       | |
| 2020 | El Trámite              | Microteatro               | Director                       | |

## Cine
| Año  | Film                     | Director            | Notas                     |
| ---- | ------------------------ | ------------------- | ------------------------- |
| 1995 | Guarisove, los olvidados | Dir: Bruno Stagnaro | Cortometraje              |
| 1997 | Bajo bandera             | Juan José Jusid     |                           |
| 2002 | La entrega               | Inés Oliveira Cezar | Protagonista              |
| 2003 | El día que me amen       | Daniel Barone       |                           |
| 2008 | La suerte está echada    | Sebastián Boreztein |                           |
| 2010 | Miss Tacuarembó          | Martín Sastre       | Actor elenco y coreógrafo |
| 2017 | Cantantes en guerra      | Fabián Forte\|      |                           |
| 2020 | El cuaderno de Tomy      | Carlos Sorín        |                           |
| 2021 | La panelista             | Maxi Gutiérrez      |                           |

## Televisión
| Año       | Programa                    | Personaje / Rol  | Notas                            |
| --------- | --------------------------- | ---------------- | -------------------------------- |
| 1994      | Hora Libre                  | Conductor        |                                  |
| 1995      | Nueve lunas                 | Participación    |                                  |
| 1996      | Con alma de tango           | Actor de reparto |                                  |
| 1997      | La condena de Gabriel Doyle | Participación    |                                  |
| 1999      | Verano del 98               | Francisco "Paco" | Participación especial (57 cap.) |
| 2003      | Son amores                  | Raymond          |                                  |
| 2003      | Durmiendo con mi jefe       | Hijo de Enzo     |                                  |
| 2004      | La niñera                   | Participación    |                                  |
| 2005      | Casados con hijos           | David Kartín     | Participación especial           |
| 2005      | Semanario, episodio II      | Conductor        |                                  |
| 2005      | Sos mi vida                 | Participación    |                                  |
| 2008-2009 | Los exitosos Pells          | Charly           |                                  |
| 2009-2010 | Botineras                   | Paul             |                                  |
| 2009      | Nico trasnochado            | Humorista        |                                  |
| 2010      | Demoliendo teles            | Conductor        | Junto a Luis Rubio               |
| 2012      | Todo es posible             |                  | Humorista                        |
| 2013      | El artista del año          | Conductor        |                                  |
| 2013      | Desayuno Americano          | Conductor        |                                  |
| 2014      | Bailando 2014 - Argentina   | Participante     | 20º Eliminado / 8º Lugar         |
| 2016      | Fundación Huésped, Al borde | Actor de reparto |                                  |
| 2017      | Drunk History               | Actor de reparto |                                  |
| 2020      | La persuasión               | Él mismo         | Episodio: "En campaña"           |

## Premios
| Año  | Premios                        | Categoría                                      | Programa                                         | Resultado |
| ---- | ------------------------------ | ---------------------------------------------- | ------------------------------------------------ | --------- |
| 2003 | Premio ACE                     | Mejor actor de comedia musical                 | Jazz Swing Tap                                   | Ganador   |
| 2003 | Premio Clarín                  | Revelación en danza                            | Jazz Swing Tap                                   | Ganador   |
| 2004 | Premio ACE                     | Mejor actor de comedia musical                 | Mina, che cossa sei                              | Ganador   |
| 2004 | Premio Clarín                  | Revelación en teatro                           | Peter Pan, todos podemos volar y Cómico stand up | Ganador   |
| 2008 | Premio Estrella de Mar         | Revelación                                     | Incomparable                                     | Ganador   |
| 2008 | Premio ACE                     | Labor humorística                              | Incomparable                                     | Ganador   |
| 2008 | Premio ATINA                   | Mejor actor de teatro infantil                 | La troup sin fin                                 | Ganador   |
| 2008 | Premio Martín Fierro           | Revelación                                     | Los exitosos Pells                               | Ganador   |
| 2009 | Premio Estrella de Mar         | Performance en revista                         | Deslumbrante                                     | Ganador   |
| 2009 | Premio Clarín                  | Revelación teatro                              | Deslumbrante                                     | Ganador   |
| 2009 | Premio Martín Fierro           | Mejor actor de reparto en comedia              | Botineras y Los Exitosos Pells                   | Ganador   |
| 2011 | Premio Konex                   | Premio Konex de Platino 10 años de trayectoria |                                                  | Ganador   |
| 2012 | Premios Carlos                 | Revelación                                     | Stravaganza                                      | Ganador   |
| 2014 | Premios Hugo al Teatro Musical | Mejor actor de music hall                      | Bulebu, in concert                               | Ganador   |
| 2015 | Premio VOS                     | Mejor humorista                                | Bulebu, in concert                               | Ganador   |
| 2015 | Carlos de oro                  | Se otorga a lo más destacado de la temporada   | Bulebu, in concert                               | Ganador   |
| 2016 | Premio VOS                     | Mejor actor de comedia                         | El club de los estafadores                       | Ganador   |